# Vedasto
Vedasto, também conhecido como São Vaasto (em flamengo, normando e picardo), São Gastão em francês e Foster em inglês (falecido por volta de  540) foi um dos primeiros bispos do Reino da França.
No início do século VI, São Remígio, bispo de Reims, aproveitou a boa vontade da monarquia franca para organizar a hierarquia católica no norte da Gália. Ele confiou a diocese de Arras e a diocese de Cambrai a Vedasto, que foi o professor de Clóvis após a vitória de Tolbiac e ajudou na conversão do rei franco.

## Carreira

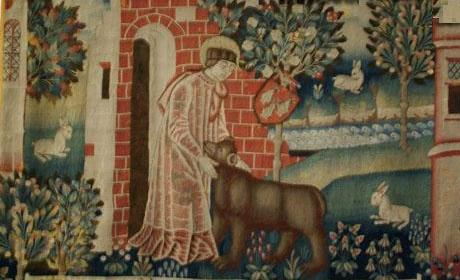
São Vedasto e a besta

Quando jovem, Vedasto deixou seu próprio país (que parece ter sido no oeste da França) e levou uma vida santa, escondido do mundo na diocese de Toul. O bispo, notando-o, ordenou-o ao sacerdócio. Clovis, Rei dos Francos, ao retornar de sua vitória sobre os Alemanni, apressou-se a Reims para receber o batismo e parou em Toul para pedir a algum padre que o instruísse no caminho. Vedasto foi designado para acompanhar o rei. Curas extraordinárias também são atribuídas à sua intercessão.
O relato tradicional diz que enquanto estavam na estrada para Reims, eles encontraram um mendigo cego na ponte sobre o rio Aisne. O homem pediu a ajuda de Vedasto. O padre foi inspirado a orar e abençoar o mendigo, momento em que o homem imediatamente recuperou a visão. O milagre convenceu o rei a adotar a religião de sua esposa. Vedasto se tornou um conselheiro do Rei Clovis.
A Vita de Vedasto, de Alcuíno, conta a história de que certa ocasião, depois de passar o dia instruindo um nobre, seu anfitrião o receberia com uma taça de vinho para sustentá-lo, mas encontrou o barril vazio. Vedasto ordenou ao servo que trouxesse tudo o que encontrasse no recipiente. O criado então encontrou o barril transbordando de vinho excelente.
Em 499, Remígio nomeou-o o primeiro bispo de Arras, França; por volta de 510, ele também supervisionou Cambrai.

## Morte e veneração

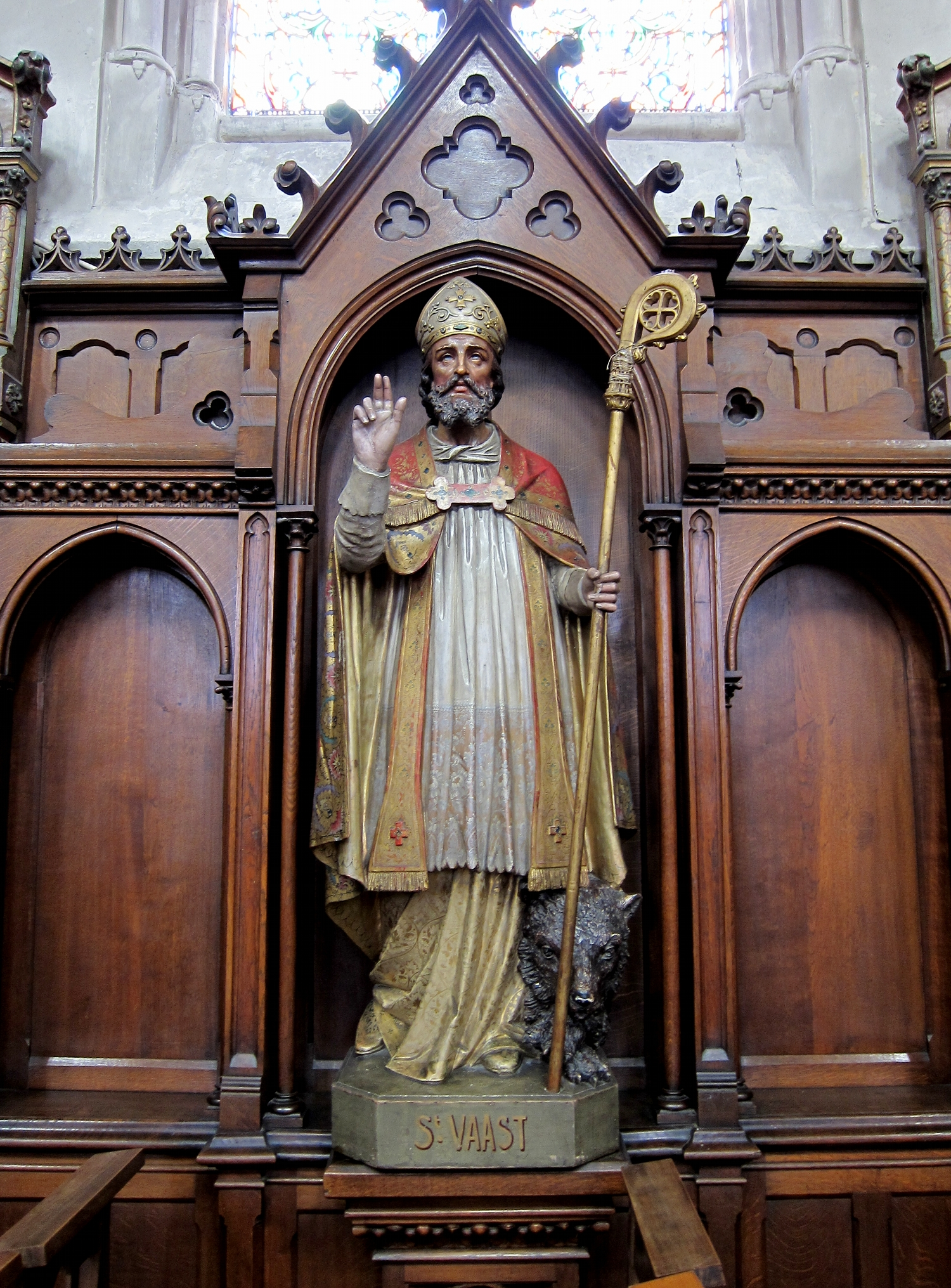
A estátua de Vedasto na igreja de São Vedasto em Wambrechies

Ele morreu em 6 de fevereiro de 539 em Arras; naquela noite, os habitantes locais viram uma nuvem luminosa subir de sua casa, aparentemente carregando a alma de Vedasto. A abadia de São Vaasto foi posteriormente fundada em sua homenagem em Arras.
Vedasto era venerado na Bélgica e também na Inglaterra (a partir do século X), onde era conhecido como Saint Foster. A disseminação de seu culto foi auxiliada pela presença de agostinianos de Arras na Inglaterra no século XII. Três igrejas antigas na Inglaterra — Saint Vedast Foster Lane em Londres, e em Norwich e Tathwell em Lincolnshire — foram dedicadas a ele. Sua festa é em 6 de fevereiro.